# Граматологія
Граматологія — область мовознавства, семіотична дисципліна, наука про писемність, письмові системи, генеалогію писемності і її розвиток; особливий тип аналітичних досліджень ролі писемності в культурі, взаємозв'язок і взаємовплив писемності і культури в історії суспільства. Одна з найвпливовіших течій філософського постмодерну.

Термін вперше застосував американський ассиролог польського походження Ігнас Гельб, а Жак Дерріда розвинув його в праці «Про граматологію» (1967). Під впливом гуссерліанської феноменології, фройдівського психоаналізу, вітгенштайнівської філософії мови, Дерріда запропонував свій підхід до розв'язання одвічних проблем семіотики, лінгвістики, риторики, герменевтики, пов'язаних з природою «знаку», тексту, гіпертексту, семіозису тощо.